# 2167 Ерін
2167 Ерін (2167 Erin) — астероїд головного поясу, відкритий 1 червня 1971 року.
Тіссеранів параметр щодо Юпітера — 3,413.